# 沃倫 (蒙大拿州)
沃倫（英語：Warren）是位於美國蒙大拿州卡本縣的非建制地區。

## 歷史
沃倫的郵局於1911年設立，其後於1953年停運。

## 地理
沃倫所處的海拔為高於海平面1347米（即4419英呎），而該地所採用的時區為UTC-6，即北美山地時區（MST）。同時該地設有夏令時間，為UTC-7調快一小時，即UTC-6（MDT）。